# Henry Bromell
Henry Bromell (* 19. September 1947 in New York City, New York; † 18. März 2013 in Santa Monica, Kalifornien) war ein US-amerikanischer Schriftsteller sowie Drehbuchautor, Produzent und Regisseur, vornehmlich von Fernsehserien wie Ausgerechnet Alaska, Homicide und Homeland.

## Leben

### Frühe Jahre
Bromell wuchs in den 1950er Jahren in verschiedenen Städten im Nahen Osten auf, wo sein Vater als Mitarbeiter der CIA stationiert war, darunter Kairo, Amman und Teheran. Ab dem zwölften Lebensjahr besuchte er Internate, so 1963 die Eaglebrook School in Deerfield (Massachusetts) und von 1964 bis 1966 das in dem mittelalterlichen St Donat’s Castle in Wales gelegene Atlantic College. Die Ferien verbrachte er zumeist bei Verwandten, bei Freunden der Eltern oder auch in den Internaten. Häufig von Einsamkeit geplagt, fand er Trost beim Lesen zahlreicher Bücher.
1970 machte Bromell seinen Abschluss am Amherst College. In dieser Zeit begann er seine literarische Laufbahn. Er veröffentlichte regelmäßig Kurzgeschichten im New Yorker. Dabei verarbeitete er auch Aspekte seiner Biografie als Sohn eines Agenten. Die Geschichten erschienen später gesammelt in The Slightest Distance (1974) und I Know Your Heart, Marco Polo (1979). Der erste Band brachte Bromell ein Stipendium des Verlags Houghton Mifflin ein; der zweite wurde in einer Rezension der New York Times von Joyce Carol Oates als von Mängeln behaftet und dennoch „sehr vielversprechend“ beschrieben. 1983 veröffentlichte Bromell seinen ersten Roman The Follower, die Geschichte eines Kellners und angehenden Schauspielers, der Opfer einer Personenverwechselung wird.

### Fernseharbeit in den 1990er Jahren
Ende der 1980er-Jahre lebte Bromell in Kalifornien, wo er versuchte, als Drehbuchautor Fuß zu fassen, zunächst ohne Erfolg. Das änderte sich, als 1990 Joseph Falsey mit ihm in Kontakt trat, der sich als Mitschöpfer der mit zahlreichen Preisen ausgezeichneten Fernsehserie Chefarzt Dr. Westphall (St. Elsewhere, 1982–1988) einen Namen gemacht hatte. Falsey gehörte zu einer als „The Family Tree“ bezeichneten Gruppe von Autoren, die seit den 1980er Jahren das Prinzip des Autorenfilms auf das Medium Fernsehserie übertragen und durch ihre „literarischen Dramen“ mit markanten Charakteren und geschliffenen Dialogen eine Ära des erzählenden Qualitätsfernsehens eingeläutet hatten. Bromell hatte Falsey nie getroffen, ihm aber zwölf Jahre zuvor dabei geholfen, in den renommierten Iowa Writers’ Workshop der University of Iowa aufgenommen zu werden.
Falsey bot Bromell an, bei seiner neuen Fernsehserie Ausgerechnet Alaska mitzuarbeiten, die er zusammen mit Joshua Brand für den Sender CBS entwickelte. Obwohl er zu der Zeit noch nicht einmal ein Fernsehgerät besaß, nahm Bromell die Offerte an und wurde schließlich Co-Produzent der Serie über einen jungen New Yorker Arzt, der zur Abzahlung seines vom Staat Alaska gewährten Studienkredits mehrere Jahre in der Kleinstadt Cicely praktizieren muss. Ausgerechnet Alaska entwickelte sich zu einem großen Erfolg bei Publikum und Kritik. Bromell schrieb selbst drei Folgen der Serie und arbeitete an weiteren Drehbüchern als Story Editor mit. Auch bei I’ll Fly Away (1991–1993), einer weiteren von Falsey und Brand entwickelten Fernsehserie, wirkte Bromell als Co-Produzent und Drehbuchautor mit. Der Serie blieb jedoch, trotz sehr guter Kritiken, der große Erfolg beim Publikum versagt.
In den folgenden Jahren schrieb Bromell Drehbücher für Serien wie Moon over Miami (1993), Chicago Hope (1994) und Homicide (1994–1996). Bei letzterer Serie war er 1995/1996 auch ausführender Produzent.

### Arbeiten ab dem Jahr 2000
Im Jahr 2000 kam der Spielfilm Panic in die Kinos, für den Bromell das Drehbuch geschrieben und bei dem er erstmals auch Regie geführt hatte. Der Film über einen von William H. Macy gespielten Auftragsmörder, der an Depressionen leidet, brachte Bromell eine Reihe guter Kritiken und eine Nominierung für den „Grand Special Prize“ beim Festival des amerikanischen Films in Deauville ein, war aber kommerziell ein Flop. 2001 erschien sein zweiter Roman, in dem es erneut Anklänge an die eigene Familiengeschichte gab: Little America handelt von einem amerikanischen Agenten im Nahen Osten der 1950er Jahre, erzählt aus der Perspektive seines Sohnes.
Bei dem Fernsehfilm Last Call (2002), einer Studie der letzten Lebensmonate von F. Scott Fitzgerald, basierend auf der autobiografischen Darstellung von dessen Sekretärin und Vertrauter Frances Kroll, zeichnete Bromell wiederum für Drehbuch und Regie verantwortlich; die Hauptrollen spielten Jeremy Irons, Sissy Spacek und Neve Campbell. Auch bei der Showtime-Kurzserie Out of Order (2003) zählte Bromell zu den Regisseuren. Von 2006 bis 2008 schrieb Bromell bei zwölf Episoden der Serie Brotherhood mit und führte bei drei Folgen auch Regie.
Zwei Fernsehserien, an denen Bromell in den letzten Jahren seines Lebens mitwirkte, waren erneut im Spionagemilieu angesiedelt, mit dem er über den Vater so vertraut war. Bei der AMC-Serie Rubicon geht es um einen bei einer Denkfabrik angestellten Analysten, der herausfindet, dass der mysteriöse Tod seines Mentors auf die Verschwörung eines Geheimbundes von Kriegsprofiteuren zurückgeht. Bromell war ausführender Produzent, schrieb bei Drehbüchern mit und führte bei einer Folge auch Regie. Allerdings wurde Rubicon wegen enttäuschender Einschaltquoten bereits nach einer Staffel abgesetzt.
Größerer Erfolg war der ab 2011 auf Showtime ausgestrahlten Serie Homeland beschieden, der Geschichte einer CIA-Agentin (Claire Danes), die einen amerikanischen Soldaten (Damian Lewis) verdächtigt, während seiner langjährigen Geiselhaft im Nahen Osten die Fronten gewechselt zu haben und nun für einen al-Qaida-Terroristen zu arbeiten. Homeland erzielte gute Quoten, vor allem jedoch viel Kritikerlob und wurde mit zahlreichen renommierten Preisen ausgezeichnet. Bromell erhielt 2012 als einer der Co-Produzenten den Primetime Emmy Award for Outstanding Drama Series und den Golden Globe in der Kategorie „Beste Serie – Drama“ sowie als Drehbuchautor der Folge „The Good Soldier“ den Writers Guild of America Award. Zum Zeitpunkt seines Todes war er mit den Vorarbeiten für die dritte Staffel von Homeland beschäftigt.

### Privates und Tod
Er war zweimal verheiratet, in erster Ehe mit der Schriftstellerin Trish Soodik. Aus beiden Beziehungen ging jeweils ein Sohn hervor.
Henry Bromell starb am 18. März 2013 im Alter von 65 Jahren im St. John’s Health Center in Santa Monica an den Folgen eines Herzanfalls.

## Werk

### Belletristik
- The Slightest Distance. Kurzgeschichten. Houghton Mifflin, Boston 1974, ISBN 0-395-19408-3.
- I Know Your Heart, Marco Polo. Kurzgeschichten. Knopf, New York 1979, ISBN 0-394-50116-0.
- The Follower. Roman. Putnam, New York 1983, ISBN 0-399-12863-8.
- Little America. Roman. Knopf, New York 2001, ISBN 0-375-40684-0.

### Artikel
- „Something Borrowed: Honor Bound“. Autobiografische Skizze in The New Yorker vom 11. Oktober 2010. S. 52.

### Drehbücher (zum Teil Mitarbeit)
- 1991: Ausgerechnet Alaska (Northern Exposure), Fernsehserie, 3 Folgen
- 1991–1993: I’ll Fly Away, Fernsehserie, 8 Folgen
- 1993: Moon over Miami, Fernsehserie
- 1994: Chicago Hope, Fernsehserie
- 1994–1996: Homicide, Fernsehserie, 25 Folgen
- 2000: Panic, Spielfilm
- 2002: Last Call, Fernsehfilm
- 2003: Carnivàle, Fernsehserie, 1 Folge
- 2006–2008: Brotherhood, Fernsehserie, 12 Folgen
- 2010: Rubicon, Fernsehserie, 2 Folgen
- 2011–2012: Homeland, Fernsehserie, 4 Folgen

### Regie
- 2000: Panic, Spielfilm
- 2002: Last Call, Fernsehfilm
- 2003: Out of Order, TV-Mehrteiler
- 2006–2008: Brotherhood, Fernsehserie, 3 Folgen
- 2010: Rubicon, Fernsehserie, 1 Folge

### Produzent
- 1990: Ausgerechnet Alaska (Northern Exposure), Fernsehserie
- 1991–1992: I’ll Fly Away, Fernsehserie
- 1993: Moon over Miami, Fernsehserie
- 1994: Chicago Hope, Fernsehserie, 1 Folge
- 1994–1996: Homicide, Fernsehserie, 44 Folgen
- 2000–2001: That’s Life, Fernsehserie, 11 Folgen
- 2002: Last Call, Fernsehfilm
- 2003: Carnivàle, Fernsehserie
- 2009: Empire State, Fernsehfilm
- 2010: Rubicon, Fernsehserie, 4 Folgen
- 2011–2012: Homeland, Fernsehserie, 23 Folgen

## Auszeichnungen
- 1992: Humanitas-Preis für die Fernsehserie I’ll Fly Away (als Produzent)
- 2012: Golden Globe Award/Beste Serie – Drama für Homeland (als Produzent)
- 2012: Writers Guild of America Award für die Episode „The Good Soldier“ von Homeland (als Drehbuchautor)
- 2012: Primetime Emmy Award for Outstanding Drama Series für Homeland (als Produzent)
- 2013: Producers Guild of America Award in der Kategorie „Outstanding Producer of Episodic Television, Drama“ für Homeland